# White Plains (Kentucky)
White Plains – miasto w Stanach Zjednoczonych, w stanie Kentucky, w hrabstwie Hopkins.